# Omocestus nanus
Omocestus nanus är en insektsart som beskrevs av Boris Petrovich Uvarov 1934. Omocestus nanus ingår i släktet Omocestus och familjen gräshoppor. Inga underarter finns listade i Catalogue of Life.